# Skłóty
Skłóty [pronunciación en polaco: /ˈskwutɨ/] es un pueblo ubicado en el distrito administrativo de Gmina Krośniewice, dentro del Distrito de Kutno, Voivodato de Łódź, en Polonia central. Se encuentra aproximadamente a 6 kilómetros al este de Krośniewice, a 9 kilómetros al oeste de Kutno, y a 54 kilómetros al norte de la capital regional Łódź.